# Auvillar
Auvillar é uma comuna francesa na região administrativa da Occitânia, no departamento de Tarn-et-Garonne. Estende-se por uma área de 15.6 km², e possui 916 habitantes, segundo o censo de 2018, com uma densidade de 59 hab/km².